# Sarcophaga anastrenua
Sarcophaga anastrenua är en tvåvingeart som först beskrevs av Baranov 1942.  Sarcophaga anastrenua ingår i släktet Sarcophaga och familjen köttflugor.
Artens utbredningsområde är Kroatien. Inga underarter finns listade i Catalogue of Life.